# Lironcourt
Lironcourt ist eine französische Gemeinde mit 71 Einwohnern (Stand: 1. Januar 2022) im Département Vosges in der Region Grand Est. Sie gehört zum Arrondissement Neufchâteau und zum Kanton Darney. Die Bewohner werden Lironcourtois und Lironcoutoises genannt.

## Geografie

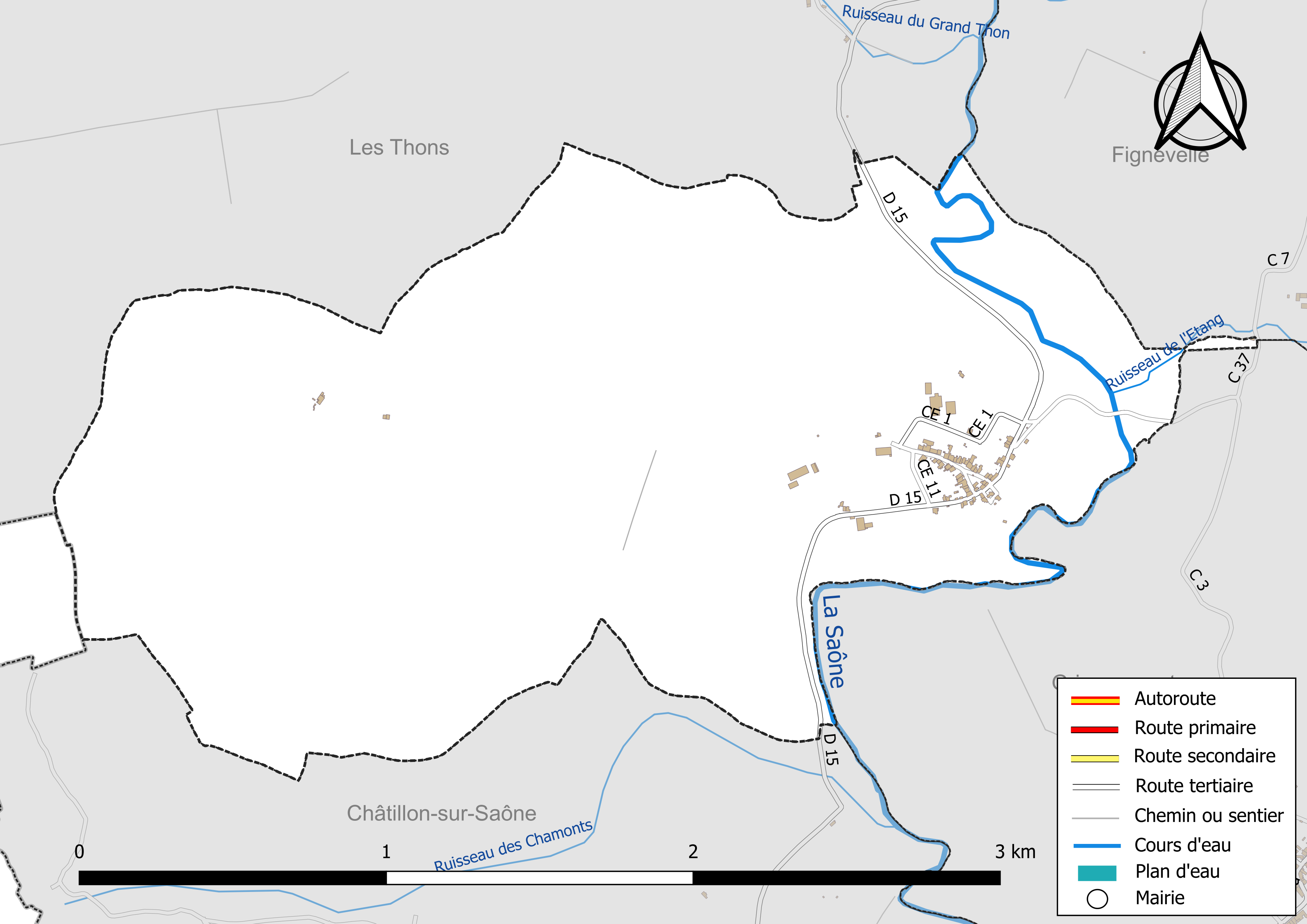
Gewässer und Straßen der Gemeinde

Lironcourt liegt in der ehemaligen Region Lothringen etwa 26 Kilometer südsüdwestlich von Vittel und etwa 49 Kilometer südwestlich von Épinal an der Grenze zum benachbarten Département Haute-Marne. Die Gemeinde liegt im Einzugsgebiet der Rhone am rechten Ufer der oberen Saône.
Nachbargemeinden von Lironcourt sind Les Thons im Norden, Fignévelle im Nordosten, Grignoncourt im Südosten, Châtillon-sur-Saône im Süden sowie Fresnes-sur-Apance (Haute-Saône) im Westen. Über zwei Drittel der Fläche der Gemeinde werden landwirtschaftlich genutzt.

## Bevölkerungsentwicklung
| Jahr      | 1962 | 1968 | 1975 | 1982 | 1990 | 1999 | 2008 | 2019 |
| Einwohner | 112  | 88   | 85   | 84   | 79   | 65   | 72   | 71   |

## Sehenswürdigkeiten
- Kirche Saint-Valbert (Altar und Skulptur als Monuments historiques geschützt)
- Zwei Flurkreuze
- Reste von drei ehemaligen Wassermühlen

|  |  |